# چچ‌نامه
چَچ‌نامه یا فتح‌نامهٔ سِند کتابی در تاریخ سند و فتح آن به دست مسلمانان، که در اوایل قرن هفتم هجری قمری به قلم علی بن حامدبن ابی‌بکر الکوفی بر اساس متن کهن‌تری که به زبان عربی بوده، به فارسی ترجمه و تالیف شده‌است.
موضوع کتاب «چچ‌نامه»، تاریخ منطقهٔ سند در دوران پیش از اسلام و فتح این منطقه به دست اعراب مسلمان است. کتاب «فتحنامهٔ سند» افزون‌بر ارزش تاریخی، به لحاظ ادبی نیز پایهٔ بلندی دارد. نثر این کتاب ساده و سلیس است و در آن معنی فدای لفظ نشده‌است. کتاب حاضر یکی از متون کهن تاریخی منطقهٔ سند است که در خصوص گشودن سند به دست مسلمانان و اندکی از تاریخ پیش از آن در زمرهٔ منابع دست اول به شمار می‌رود.
به جز فصل‌های نخستین کتاب که در آن به تاریخ سلسلهٔ بدهگان (رایان) و برهمنان (آخرین خاندان‌های حاکم سند پیش از فتوحات مسلمانان) اشاره شده بقیهٔ مطالب کتاب، شرح جنگ‌ها و لشکرکشی‌های مسلمانان به سرزمین سند و نخستین حکمرانان مسلمان در آن نواحی است.

## قدمت
اگر زمان تألیف چچ‌نامه (نسخهٔ عربی) را سدهٔ سوم یا چهارم بدانیم، این کتاب را باید کهن‌ترین اثری دانست که دربارهٔ تاریخ مسلمانان در شبه‌قارهٔ هند تألیف شده‌است، ولی چون نسخهٔ عربی آن در دست نیست، چچ‌نامهٔ فارسی نخستین کتاب در تاریخ سند است که به دست ما رسیده‌است.

## مؤلف
از نام مؤلف و عنوان اثر وی اطلاع دقیقی نداریم؛ احتمال داده شده‌است که تألیف شخصی به نام خواجه‌امام ابراهیم باشد.
چون علی‌بن حامد کوفی هنگام ترجمهٔ چچ‌نامه در ۶۱۳، ۵۸ ساله بوده، احتمالاً حدود ۵۵۵ متولد شده‌است. خاندان وی، چنان‌که نسبتش به کوفی نشان می‌دهد، اصالتاً اهل کوفه بودند و علی‌بن حامد هم در آن‌جا به دنیا آمد و پرورش یافت. وی اوایل عمرش را در زادگاهش در «فراغت و نعمت» گذراند. در دههٔ نخست سدهٔ هفتم، هنگامی که حدود پنجاه سال داشت، به سبب حوادث ناگوار، وطن را ترک کرد و به سند رفت و در ابتدای فرمانروایی ناصرالدین قُباچه (حک:۶۰۲-۶۲۴) در شهر اُچ، پایتخت وی، سکنی گزید. علی‌بن حامد نزد شرف‌الملک رضی‌الدین ابوبکربن محمد اشعری، وزیر ناصرالدین قُباچه، تقرب یافت و تا وی زنده بود، در حمایت او زندگی کرد. با درگذشت شرف‌الملک و به وزارت رسیدن پسرش، عین‌الملک فخرالدین حسین اشعری، اوضاع علی‌بن حامد به سبب رقابت و ستیزهٔ حاسدان دگرگون شد و با سختی مواجه گردید. از این‌رو، در ۶۱۳ کارهایی را که در دست داشت رها کرد و به مطالعه پرداخت. وی در اندیشهٔ تألیف کتابی دربارهٔ فتح سند به دست مسلمانان، از اُچ به شهرهای اَرور و بَکَّر (بَهکَر) رفت. او با مولانا قاضی اسماعیل‌بن علی‌بن محمد ثقفی، از بازماندگان محمد بن قاسم ثقفی (فاتح سند، متوفی ح ۹۸)، ملاقات کرد و ثقفی کتابی به عربی دربارهٔ فتح هند و بلاد سند به علی‌بن حامد نشان داد. این کتاب به خط یکی از اجداد ثقفی رونویسی یا تألیف شده بود. علی‌بن حامد این کتاب را از عربی به فارسی ترجمه کرد و به عین‌الملک فخرالدین، وزیر ناصرالدین قباچه، تقدیم نمود.
ظاهراً علی‌بن حامد بار دیگر به اُچ رفته تا کتاب خود را به وزیر تقدیم کند و گویا چندی در آن‌جا مانده‌است. بنا بر پاره‌ای قراین، وی به ارور بازگشت و باقی عمر را تحت حمایت قاضیان آن‌جا به تألیف گذراند و در همان‌جا وفات یافت. سیدمحب‌اللّه بَکَّری در تاریخ سند، به‌جز چچ‌نامه از آثار دیگر کوفی، از جمله ترجمهٔ تنقیح الاسناد فی تشریح الامصار و البلاد و تألیف کتاب الانساب، یاد کرده، اما نام کوفی را به اشتباه علی‌بن ابراهیم نوشته‌است.

## نام اثر
علی‌بن حامد از ترجمهٔ خود اغلب با عنوان فتحنامه یاد کرده‌است ولی پس از او، این کتاب با نام چچ‌نامه مشهور گشت، زیرا کتاب مذکور با شرح‌حال چَچ، راجای ارور، که حملهٔ مسلمانان به سند در عهد جانشینان او انجام گرفت، آغاز می‌شود. از چچ‌نامه با نام‌های دیگر نیز یاد شده‌است، از جمله منهاج‌المسالک، منهاج‌الدین و الملک، تاریخ قاسمی، تاریخ هند و فتح سند، تاریخ سند و فتحنامهٔ سند.

## مضمون
چچ‌نامه با دیباچهٔ مترجم آغاز می‌شود و پس از آن، شامل این مطالب است: گزارشی از تاریخ سند پیش از اسلام و دودمان‌های حاکم بر این ناحیه، مانند سلسلهٔ بودایی سیهَرس؛ شورش چچ‌بن سیلائج برهمایی و دستیابی وی بر تاج و تخت و تداوم سلسلهٔ سیلائج تا زمان فتح اسلامی؛ تاریخ والیان مسلمان ثَغر هند و سند و حملات مسلمانان به مُکران و سند در زمان خلفای راشدین و امویان تا روزگار ولیدبن عبدالملک؛ شرح و تفصیل لشکرکشی‌های مسلمانان و فتوح محمدبن قاسم ثقفی در سند و پیشروی او به نواحی شمالی هند، سرانجامِ وی و سرنوشت دو دختر داهر، پادشاه شکست‌خوردهٔ سند؛ و خاتمهٔ مترجم.
مطالب مربوط به تاریخ سند پیش از اسلام، که ربع اول کتاب را تشکیل می‌دهد و چچ‌نامه تنها منبع آن به‌شمار می‌رود، مبتنی بر روایات محلی ارور و احتمالاً بخشی از تاریخ شفاهی خاندان برهمایی چچ بوده‌است. این بخش، تحت‌تأثیر تاریخ‌نگاری هند در سده‌های میانه، متضمن پاره‌ای مطالب عاشقانه و افسانه‌ای است و عمدتاً در مورد مسائل نظام طبقاتی کاست در هند، یعنی پاکی و پلیدی در بین خاندان‌های رقیب شاهی سند، ترتیب یافته‌است. به نظر می‌رسد که نویسنده در این بخش، با صحه گذاشتن بر حقوق و امتیازات برهمنها و وضع پَست طبقات پایین، خواسته شریعت اسلام را با ساختار اجتماعی هند، که در تضاد شدید با جهان‌بینی اسلامی است، سازگار نشان دهد. افزون بر این، در بخش فتح سند، پاره‌ای روایات نشان‌دهندهٔ دیدگاه برهمایی دربارهٔ حوادث است، از جمله گزارش منسوب به براهمه ارور و روایت رام سیه برهمن.
بخش مربوط به لشکرکشی‌های مسلمانان و فتوح ثقفی، که قسمت اعظم چچ‌نامه را شامل می‌شود، مبتنی بر روایات قدیم اسلامی، به‌ویژه روایات ابوالحسن علی‌بن محمد مدائنی (متوفی ۲۲۵ یا ۲۱۵) است. روایات مدائنی منبع اصلی مورخان بعدی، همچون بلاذری، دربارهٔ سند بوده‌است. مؤلف چچ‌نامه احتمالاً از آثار از میان رفتهٔ مدائنی، مانند ثغرالهند، عمّال الهند، فتح مکران و اخبار ثقیف، بهره گرفته‌است. چون هیچ‌یک از آثار مهم مدائنی برجای نمانده‌است، اهمیت چچ‌نامه به‌سبب گزارش جامع فتح سند و انتقال این روایت تاریخی مهم بیشتر آشکار می‌گردد. مؤلف چچ‌نامه، به واسطهٔ مدائنی، از برخی راویان اولیه، مانند هُذَلی، نیز روایاتی نقل کرده‌است.

## اعتبار تاریخی
روایت چچ‌نامه دربارهٔ فتح سند، در بسیاری موارد با روایات ابن‌قتیبه، بلاذری، یعقوبی و خلیفه بن خیاط همخوانی دارد. با این حال، بلاذری، خلیفه‌بن خیاط، محمد جریر طبری و ابوریحان بیرونی گاه آگاهی‌هایی افزون‌تر از چچ‌نامه و متفاوت با آن به دست داده‌اند). پاره‌ای اطلاعات چچ‌نامه را در جای دیگر نمی‌توان یافت، از جمله حضور سپاهیان اسلامی در قَنْدابیل و فرماندهی ثاغربن ذُعْر بر لشکریان ثغر هند در زمان علی بن ابی‌طالب.
چچ‌نامه از نخستین تواریخ اسلامی به گونه‌ای دیگر نیز متمایز است، از جمله این‌که دربارهٔ برخی روایات، که در منابع دیگر به اختصار آمده، در چچ‌نامه به تفصیل صحبت شده‌است، مثلاً بلاذری (ص۴۳۷) از مبادلهٔ نامه‌هایی میان حجاج‌بن یوسف و محمدبن قاسم ثقفی به اشاره سخن گفته، اما در چچ‌نامه متن حدود بیست نامه آمده‌است. بعضی اطلاعات چچ‌نامه، مانند آغاز خلافت علی بن ابی‌طالب در سال ۳۸ و آغاز خلافت معاویه در ۴۴، نادرست است و پاره‌ای روایات آن، مانند سرنوشت محمدبن قاسم ثقفی، از داستان‌پردازی خالی نیست.
چچ‌نامه مأخذ اصلی مورخان هندی-ایرانی برای تاریخ سند پیش از اسلام و آغاز دورهٔ اسلامی بوده‌است. سیدمحمد معصوم بکّری جزء اول کتاب خود، تاریخ سند یا تاریخ معصومی، را عمدتاً بر اساس چچ‌نامه نوشت. احمدبن محمد مقیم هروی در طبقات اکبری، عبدالباقی نهاوندی در مآثر رحیمی و میرعلی شیر قانع در تحفه الکرام (ج ۳، بخش ۱، ص ۱۱-۱۵) نیز مطالب چچ‌نامه را به اختصار نقل کرده‌اند.

## کیفیت نثر اثر
چچ‌نامه از نمونه‌های بسیار لطیف نثر پارسی است و اثر ترجمه از عربی به فارسی در آن آشکار است، ولی این امر به شیوهٔ پارسی‌گویی مترجم آسیبی نرسانده‌است. در دیباچهٔ کتاب، لغات و ترکیبات عربی بیشتری به کار رفته‌است، اما متن کتاب، همچون دیگر آثار پارسی قرن ششم، نثری ساده و روان، با جمله‌های کوتاه و استوار دارد. کاربرد آرایه‌های ادبی در این ترجمه محدود است، به‌طوری که معنا فدای لفظ نشده‌است. علی‌بن حامد کوفی که در نظم فارسی توانایی داشته، پاره‌ای ابیات خود را در چچ‌نامه درج کرده‌است.

## انتشار
چچ‌نامه نخستین بار در ۱۳۱۸ شمسی، به‌کوشش عمربن محمد داود پوته، بر اساس نسخ خطی متعدد و برخی ترجمه‌های انگلیسی، تصحیح و در دهلی به چاپ رسید. پس از آن، نبی‌بخش‌خان بلوچ چچ‌نامه را با مقابله با دو نسخهٔ دیگر و مراجعه به پاره‌ای منابع عربی و تاریخی، تصحیح و همراه با تعلیقات و حواشی به زبان انگلیسی، در اسلام‌آباد (۱۴۰۳ ه. ق. /۱۹۸۳ م.) به‌چاپ رساند. چچ‌نامه به برخی زبان‌ها ترجمه و منتشر شده‌است: ترجمهٔ انگلیسی از میرزا قلیچ بیگ (کراچی ح ۱۳۱۸/۱۹۰۰)؛ ترجمهٔ زبان اردو از الف. رِضوی (حیدرآباد، سند، ۱۳۴۲ ش/۱۹۶۳)؛ ترجمهٔ سندی از مخدوم امیراحمد و نبی‌بخش‌خان بلوچ (حیدرآباد، سند، ۱۳۴۵ ش/۱۹۶۶). ترجمهٔ جدیدی نیز به عربی از این کتاب در دست است (تحقیق سهیل زکّار، بیروت ۱۴۱۲/۱۹۹۲ ه. ق.). گزیده‌هایی از چچ‌نامه به صورت جداگانه ترجمه شده‌است.

## پی‌نوشت
1. ↑  کوفی، علی بن حامد: کتاب فتح‌نامهٔ سند (چچ‌نامه). محقق: داود پوته، عمر بن محمد. ناشر: انتشارات اساطیر. تهران: ۱۳۸۴.
2. ↑  کوفی، فتحنامهٔ سند، مقدمهٔ بلوچ، ص «یه».
3. ↑  قانع، تحفه الکرام، ج۳، بخش۱، ص۹-۱۰.
4. ↑  بَکَّری، تاریخ سند، مقدمهٔ داود پوته، ص«و».
5. ↑  اصغر، تاریخ‌نویسی فارسی در هند و پاکستان، ۱۶۷.
6. ↑  کوفی، فتحنامهٔ سند، ۱۵۱ (مقدمهٔ داود پوته، ص «یز»).
7. ↑  کوفی، فتحنامهٔ سند، ۶، مقدمهٔ بلوچ، ص «یه».
8. ↑  کوفی، فتحنامهٔ سند، ص ۵، مقدمهٔ بلوچ، ص «یو».
9. ↑  صفا، تاریخ ادبیات در ایران و...، ۳، بخش۲:‎ ۱۱۶۶.
10. ↑  کوفی، فتحنامهٔ سند، ص ۵-۹، ۱۹۰-۱۹۱، مقدمهٔ بلوچ، ص «یو».
11. ↑  قانع، تحفه الکرام، ج۳، بخش۱، ص۹-۱۰.
12. ↑  صفا، تاریخ ادبیات در ایران و...، ۳، بخش۲:‎ ۱۱۶۶.
13. ↑  Storey, Persian literature..., 1, pt.1:‎ 650.
14. ↑  کوفی، فتحنامهٔ سند، مقدمهٔ بلوچ، ص «یز».
15. ↑  کوفی، فتحنامهٔ سند، مقدمهٔ بلوچ، ص «یز-یح».
16. ↑  کوفی، فتحنامهٔ سند، ۷، ۹، ۱۰، ۱۹۱.
17. ↑  بَکَّری، تاریخ سند، ۴.
18. ↑  صفا، تاریخ ادبیات در ایران و...، ۳، بخش۲:‎ ۱۱۶۷.
19. ↑  کوفی، فتحنامهٔ سند، مقدمهٔ بلوچ، ص «یح».
20. ↑  Storey, Persian literature..., 1, pt.1.
21. ↑  کوفی، فتحنامهٔ سند، ۵، ۱۹۰، مقدمهٔ بلوچ، ص «یح».
22. ↑  بَکَّری، تاریخ سند، مقدمهٔ داود پوته، ص «و».
23. ↑  د. ایرانیکا، ذیل مادّه.
24. ↑  کوفی، فتحنامهٔ سند، ۱۰-۵۲.
25. ↑  کوفی، فتحنامهٔ سند، ۵۲-۶۷.
26. ↑  کوفی، فتحنامهٔ سند، ۶۸-۱۹۰.
27. ↑  کوفی، فتحنامهٔ سند، ۱۹۰-۱۹۱.
28. ↑  د. ایرانیکا، همان‌جا.
29. ↑  د. اسلام، چاپ دوم، تکمله، ۳-۴، ذیل مادّه
30. ↑  د. ایرانیکا، همان‌جا.
31. ↑  کوفی، فتحنامهٔ سند، ۱۷۸-۱۷۹.
32. ↑  کوفی، فتحنامهٔ سند، ۱۳۵-۱۳۶.
33. ↑  الندیم، الفهرست، ۱۱۶.
34. ↑  کوفی، فتحنامهٔ سند، مقدمهٔ بلوچ، ص «یح».
35. ↑  د. ایرانیکا، ذیل مادّه.
36. ↑  کوفی، فتحنامهٔ سند، ۵۶، ۵۸.
37. ↑  د. جهان اسلام، ذیل «ثقفی، محمدبن قاسم».
38. ↑  د. ایرانیکا، همان‌جا.
39. ↑  کوفی، فتحنامهٔ سند، ۵۳-۵۵.
40. ↑  کوفی، فتح السند، ٧٣، پانویس ٢، ص ٧٦، پانویس ١.
41. ↑  د. ایرانیکا، همان‌جا.
42. ↑  کوفی، فتحنامهٔ سند، ۵۴، ۵۶.
43. ↑  بَکَّری، تاریخ سند، مقدمهٔ داود پوته، ص «و».
44. ↑  د. جهان اسلام، ذیل «ثقفی، محمدبن قاسم.
45. ↑  بَکَّری، تاریخ سند، ۴-۳۱، مقدمهٔ داود پوته، ص «کو».
46. ↑  بَکَّری، تاریخ سند، مقدمهٔ داود پوته، ص «کز»، پانویس ۱.
47. ↑  اصغر، تاریخ‌نویسی فارسی در هند و پاکستان، ۹.
48. ↑  صفا، تاریخ ادبیات در ایران و...، ۳، بخش۲:‎ ۱۱۶۷.
49. ↑  اصغر، تاریخ‌نویسی فارسی در هند و پاکستان، ۹.
50. ↑  د. ایرانیکا، همانجاها.
51. ↑  کوفی، فتحنامهٔ سند، ۲، ۵، ۹، ۱۴، ۱۵، ۱۹، ۱۷۴، ۱۷۶.
52. ↑  Storey, Persian literature..., 1, pt.1:‎ 651.
53. ↑  د. ایرانیکا، ذیل مادّه، فهرست منابع
54. ↑  د. اسلام، چاپ دوم، همانجا.